# Tomislav Vojnić
Tomislav Vojnić Kirilo (22. svibnja 1937.) je hrvatski književnik, publicist i novinar iz Vojvodine. 
Novinarsku karijeru je počeo u Subotičkim novinama 1961. U istima je početkom 1990-ih postao ravnateljem.
Surađivao je i s Rukoveti, časopisom za književnost, umjetnost i kulturu.
Jedan je od osoba koje su utemeljile Radio Suboticu. Na istoj je radio kao urednik za glazbeni program, a 1972. i 1973. kao urednik u Uredništvu srpsko-hrvatskog programa.
Bio je i urednikom Info kanala na Kabelskoj televiziji.
Prevodi književna djela s mađarskog (djela Géze Chátha, Janosa Urbana itd.).